# ČKD S200
S200 (seria 770 ČD) – lokomotywa spalinowa produkcji czechosłowackiej, wytwarzana od roku 1963 w zakładach ČKD w Pradze. Eksploatowana w Polsce na liniach przemysłowych i przez przewoźników prywatnych, eksportowana głównie do ZSRR (pod oznaczeniem ЧMЭ3), a także Iraku, Albanii, Syrii i Indii.

## Eksploatacja

### W Czechosłowacji/Czechach
Prototypy tej sześcioosiowej lokomotywy (jeden na tory o rozstawie normalnym, dwa na tor szeroki) zostały przedstawione w roku 1963. Seryjna produkcja dla państwowych kolei czechosłowackich ČSD prowadzona była w latach 1967–1969 i ogółem wyprodukowano 121 egzemplarzy (seria T669.0, obecnie 770), w tym 12 na tor szeroki (seria T669.5, obecnie 770.8). Główne zatrudnienie znalazły przy obsłudze pociągów towarowych i pracach manewrowych, ale także sporadycznie prowadziły pociągi osobowe. Lokomotywy dysponowały wystarczającą siłą pociągową, ale charakteryzowały się wysokim zużyciem paliwa, rozpoczęto więc ich wycofywanie i wprowadzanie na ich miejsce serii 742 lub 731. Dla celów muzealnych zachowano egzemplarze T669.0001 i T669.0085.
Dla kolei przemysłowych produkowano serie T669.05 (normalnotorowa) oraz T669.51 i 55 (szerokotorowa). Obecnie są one poddawane przez przewoźników modernizacjom, m.in. poprzez wymianę silników.
W Czechach lokomotywa nazywana jest Čmelák (trzmiel) od oznaczenia eksportowego ČME 3.

### W Polsce
Ogółem sprowadzono do Polski 143 sztuki tych lokomotyw, które podjęły pracę na liniach przemysłowych. Pierwsze egzemplarze (ponad 60 sztuk) zakupiono w roku 1966 dla obsługi kombinatu metalurgicznego im. Lenina w Krakowie (Nowa Huta), a oznaczenie S200 tam stosowane przyjęli także inni polscy przewoźnicy dysponujący tą lokomotywą. Lokomotywy S200 znalazły także zatrudnienie w przemyśle węglowym. Obecnie spalinowozami tego typu dysponują tacy prywatni polscy przewoźnicy jak STK, KWK Bogdanka, DB Cargo Polska S.A.(dawniej PTK Holding Zabrze, PTKiGK Rybnik, NZTK), Kolej Bałtycka S.A. Pewna liczba została też sprowadzona przez prywatnych operatorów z Czech, jak na przykład S200-2109, która przez dziesięć lat pracowała w Polsce, początkowo dla spółki PTKiGK Zabrze, a później została przekazana do DB Schenker Rail Polska. 12 stycznia 2017 roku lokomotywa pojechała na naprawę do CZ Loko i w ten sposób opuściła Polskę. W XII 2009 w kraju znajdowało się 130 lokomotyw tego typu. Niektóre lokomotywy zostały z powrotem sprzedane prywatnym przewoźnikom w Czechach i na Słowacji. Kilka wycofanych lokomotyw przez przewoźnika DB Cargo Polska zostało sprzedanych na Ukrainę. Przeprowadzane są także modernizacje tych spalinowozów.
CZ LOKO Polska dysponowało jedną S200 pracującą pod oznaczeniem 770 526, która w czerwcu 2011 roku została odkupiona od LOKO TRANS a następnie przywrócona po naprawie do ruchu 29 kwietnia 2014 roku. Pojazd był wypożyczony Stowarzyszeniu Kolejowych Przewozów Lokalnych oraz Inter Cargo. W marcu 2018 roku lokomotywę sprzedano albańskiemu przewoźnikowi ALBRAIL zmieniając jej dotychczasowe malowanie.

### W ZSRR
ZSRR był głównym odbiorcą tego typu lokomotyw. Ogółem do roku 1992 zakupiono 7455 sztuk, oznaczonych jako seria ЧMЭ3 (CzME3). Stosowane są zarówno w ruchu towarowym jak i osobowym. Obecnie eksploatowane są one w Azerbejdżanie, Białorusi, Estonii, Gruzji, Kazachstanie, Litwie, Łotwie, Mołdawii, Ukrainie i Rosji przez przewoźników państwowych i prywatnych.

### W innych krajach
Irak zakupił 100 sztuk tych lokomotyw (seria DES 3101), Albania 62 sztuki (seria 1000), Syria 25 sztuk (seria LDE1500), zaś Indie 12 sztuk.